# Canterbury of New Zealand
Canterbury of New Zealand è un'azienda neozelandese specializzata in abbigliamento sportivo. L'acronimo CCC, con cui pure è conosciuta specie dai rivenditori, significa Canterbury Clothing Company e deriva dal suo logo, tre cerchi su cui compare un profilo stilizzato di kiwi.
L'azienda nacque nel 1904 in seguito alla fusione di due piccole imprese familiari dell'omonima regione dell'isola sud della nazione, e si è specializzata negli anni soprattutto nella produzione di abbigliamento di rugby. Oggi è leader mondiale per i prodotti di tale sport ed esporta in tutti i continenti. È sponsor tecnico, tra gli altri, dell'Irlanda, ha vestito i British and Irish Lions nei tour 2017, 2021 e 2025, e come partner di World Rugby fornisce le divise arbitrali.
È comunque attiva anche in altre discipline, ad esempio è stata sponsor dal 2007 al 2009 del Deportivo La Coruña e nella stagione 2008-09 dell'AZ Alkmaar campione d'Olanda.